# 波羅的海行動
波羅的海行動（俄语：Прибалтийская стратегическая оборонительная операция），又名立陶宛-拉脫維亞防禦行動（俄语：Oборонительная операция в Литве и Латвии），是第二次世界大战期间，蘇聯紅軍於1941年6月22日至7月9日間在立陶宛、拉脫維亞及愛沙尼亞等地所實施的一連串防禦性作戰的總稱，該行動是紅軍對德意志國防軍自巴巴羅薩作戰開始以來的攻勢所做出的回應。

## 行動內容
波羅的海行動包含了三個主要的子行動：
- 邊境防禦作戰（1941年6月22日至24日）
  - 拉塞尼艾戰役，亦被稱為「考納斯反擊戰」
  - 希奧利艾反攻行動（1941年6月24日至27日）
  - 漢科海軍基地保衛戰（1941年6月22日至12月2日）

## 執行
蘇聯紅軍參與波羅的海行動的主要部隊為西北方面軍以及波羅的海艦隊；其中，地面部隊主要以第8、第11以及稍後成立的第27集團軍構成。
1941年6月22日早晨，德意志國防軍北方集團軍（含第18與第16集團軍、第4裝甲集群、第3裝甲集群的部份部隊，並由第1航空隊提供火力支援）無預警地對波羅的海特別軍事區（Прибалтийский военный округ）發起攻擊；軍事區內的部隊隨即反擊，而其於該日開始的反擊行動日後即被稱為「波羅的海行動」。
6月22日時，蘇聯第8集團軍正駐紮於立陶宛北部，其正面即是德軍第18集團軍。蘇聯第11集團軍則負責衛戍立陶宛與東普魯士的其餘邊界，同時伺機反制德軍第16集團軍與第4裝甲集群的行動。
當蘇聯第8集團軍嘗試沿著葉爾加瓦－里加－塔爾圖－納爾瓦－普斯科夫方向撤退時，第11集團軍仍然企圖控制住考那斯－維爾紐斯等地的戰線，然而最終仍被迫沿陶格夫匹爾斯－普斯科夫－大諾夫哥羅德方向撤退。儘管這些撤退行動造成蘇聯人力及物力上的重大損失，但卻避免了兩個集團軍被包圍的命運，更成功地拖住了北方集團軍的進攻，以為列寧格勒的防禦爭取時間。
波羅的海行動並不是一次單一的大規模撤退，而是由許許多多小型的反擊戰組成的。

## 戰鬥序列

### 蘇聯紅軍
蘇聯紅軍的戰鬥序列如下：
- 第8集團軍
  - 第10步槍兵團
    - 第10步槍師
    - 第48步槍師
    - 第90步槍師

  - 第11步槍兵團
    - 第11步槍師
    - 第125步槍師

  - 第12機械化兵團
    - 第23戰車師
    - 第28戰車師
    - 第202摩托化師

  - 第9反戰車炮兵旅

- 第11集團軍
  - 第16步槍兵團
    - 第5步槍師
    - 第33步槍師
    - 第188步槍師

  - 第29步槍兵團
    - 第179步槍師
    - 第184步槍師

  - 第3機械化兵團
    - 第2戰車師
    - 第5戰車師
    - 第84機械化步槍師

  - 第23步槍師
  - 第126步槍師
  - 第128步槍師

- 第27集團軍
  - 第22步槍兵團 
    - 第180步槍師
    - 第182步槍師

  - 第24步槍兵團
    - 第181步槍師
    - 第183步槍師
- 第16步槍師
- 第67步槍師
- 第3獨立步槍旅

西北方面軍下級單位
- 第65步槍兵團
  - 第11步槍師
  - 第16步槍師
- 第5空降兵團（含第2、第10以及第201空降旅）
- 西北方面軍航空隊[5]
  - 第4混合航空兵師
  - 第6混合航空兵師
  - 第7混合航空兵師
  - 第8混合航空兵師
  - 第57混合航空兵師
- 第10反戰車炮兵旅
- 第10防空旅
- 第12防空旅
- 第14防空旅
- 第110高威能炮兵團（ртиллерийские полки большой мощности／High Power Artillery Regiments）
- 第402高威能炮兵團
- 第429高威能炮兵團
- 紅軍最高指揮部後備第1長程轟炸機兵團
- 支援部隊及次級部隊

### 德國國防軍
北方集团军群（威廉·里特爾·馮·李布元帅）
- 第18集团军（格奥尔格·冯·屈希勒大将）
  - 第26軍（阿尔伯特·沃德里格炮兵上将）
    - 第61步兵师
    - 第217步兵师

  - 第38軍（腓特烈-威廉·馮·查皮斯步兵上将）
    - 第58步兵师
    - 第291步兵师

  - 第1軍（库诺·冯·博斯步兵上将）
    - 第1步兵师
    - 第11步兵师
    - 第21步兵师
    - 预备队：第93和第254步兵师
- 第4装甲軍團（埃里希·霍普纳大将）
  - 第41軍（机动化）（格奥尔格·汉斯·莱因哈特裝甲部隊上將）
    - 第1装甲师
    - 第269步兵师
    - 第6装甲师
    - 第36步兵师（摩托化）

  - 第56軍（机动化）（埃里希·冯·曼施坦因装甲部队上军）
    - 第290步兵师
    - 第8装甲师
    - 第3步兵师（摩托化）
    - 预备队：党卫军骷髏师

- 第16集团军（恩斯特·布希大将）
  - 第10軍（克里斯蒂安·汉森炮兵上将）
    - 第30步兵师
    - 第126步兵师

  - 第28軍（莫里茨·冯·维克托林步兵上将）
    - 第122步兵师
    - 第123步兵师

  - 第2军（沃尔特·格拉夫·冯·布罗克多夫-阿勒费尔特步兵上將）
    - 第121步兵师
    - 第12步兵师
    - 第32步兵师

第1航空队（阿爾弗雷德·凱勒大將）
- 5./122远程侦察大队
- 第2和第3参谋部/第1战斗机中队
- 第76战斗机中队
- 第77战斗机中队
- 第54戰鬥機聯隊
- 第53戰鬥機聯隊

## 結果
蘇聯軍隊最終不敵德軍的進攻，因而被迫撤往後方。根據蘇聯官方歷史，波羅的海行動的下一場防禦性作戰是列寧格勒戰略防禦行動（Ленинградская стратегическая оборонительная операция，1941年7月10日-9月30日），紅軍在該行動中企圖建立一道自納爾瓦至大諾夫哥羅德的穩固防禦陣線。

## 資料來源
- Bishop, Chris. . London: Igloo Books. 2005. ISBN 1-904687-53-9.
- Glantz, David M. . Lawrence: University Press of Kansas. 2005. ISBN 0-7006-1353-6.
- Krivosheev, Grigori F. . London: Greenhill Books. 1997. ISBN 1-85367-280-7.
- Wagner, Ray. . Melbourne: Wren Publishing. 1973. ISBN 0-85885-194-6.